# Herberton-Range-Nationalpark
Der  Herberton-Range-Nationalpark (englisch  Herberton Range National Park) ist ein 77 Quadratkilometer – zusammen mit dem gleichnamigen State Forest sogar 156 Quadratkilometer – großer Nationalpark in Queensland, Australien. Seit 1988 ist er wegen seiner natürlichen Schönheit, der biologischen Diversität, seiner Evolutionsgeschichte und als Habitat für zahlreiche bedrohte Tierarten als UNESCO-Weltnaturerbe Wet Tropics of Queensland gelistet.  Er ist geprägt von üppigem Bergregenwald.

## Geschichte
Der Nationalpark ist nach dem Ort Herberton benannt. Die Stadt erlebte ihre Blütezeit in den 1880er Jahren, als hier eine Zinnader entdeckt wurde.
Bereits 1954 wurden 156 Quadratkilometer der Fläche als State Forest (dt.: Staatswald) ausgewiesen, davon wurden im Jahr 2003 7.707 Hektar zum Forest Reserve (dt.: Waldschutzgebiet) und letztlich am 28. November 2008 zum Nationalpark erklärt. 197 Hektar des Forest Reserves wurden zum Conservation Park umgewidmet, um dort weiterhin das Reiten zu ermöglichen.

## Lage und Zugang
Der Park befindet sich im Atherton Tablelands und liegt etwa 12 Kilometer südlich von Atherton und 30 Kilometer nördlich von Ravenshoe. Er grenzt unmittelbar an den Mount-Hypipamee-Nationalpark. Zugang zum nördlichen Teil des Parks hat man auf etwa halber Strecke der Atherton Herberton Road, von hier führt ein Wanderweg auf den 1017 Meter hohen Gipfel des Mount Baldy und man kann mit einem allradgetriebenen Fahrzeug auf der Herberton Ridge Road den Gebirgszug queren. Die Straße erreicht dabei etwas über 1200 Meter.

## Flora
Hoher, offener Wald aus "Bloodwood"- (Corymbia intermedia) und "Red-Mahogany"-Bäumen (Eucalyptus resinifera) sowie hochgelegene Regenwälder, zu finden entlang der Gipfel des Bergrückens über 900 Meter, werden im Park geschützt. Hier finden sich aufgrund der ganzjährig hohen Luftfeuchtigkeit zahlreiche Moose, Farne und Epiphyten; meistens in Wolken oder Nebel gehüllt, werden diese Wälder auch als "Cloud Forests" (dt.: Wolkenwald) bezeichnet. Besondere Bedeutung habe sie für den Wasserhaushalt, da sie wie ein Schwamm große Mengen an Wasser speichern können und dieses dann ganzjährig wieder abgeben.